# Commelina villosa
Commelina villosa là một loài thực vật có hoa trong họ Commelinaceae. Loài này được C.B.Clarke ex Chodat & Hassl. mô tả khoa học đầu tiên năm 1901.